# 儒勒·凡尔纳号列车
儒勒·凡尔纳号（法語：Jules Verne）是曾经运行于法国首都巴黎至该国西北部城市南特间一班长途列车所使用的名称，由法国国家铁路在1980年至1989年间开行。其命名源自出生于南特的法国小说家儒勒·凡尔纳。作为最后一班新开行的全欧快车服务，儒勒·凡尔纳号一直维持该类别的运营，直至1989年被法国高速列车取代而停运。

## 历史
儒勒·凡尔纳号是在1980年9月29日，作为全欧快车（TEE）网络最后一班新开行的列车类别运营。其核心线路是自巴黎蒙帕纳斯车站经巴黎-布雷斯特铁路至勒芒，再沿勒芒-昂热铁路及图尔-圣纳泽尔铁路抵达南特车站，全长395公里，中途仅停靠昂热一站。
| 31次 | 31次  | 停靠站 | 30次  | 30次 |
| 里程 | 时刻  | 停靠站 | 时刻  | 里程 |
| ---- | ----- | ------ | ----- | ---- |
| 0    | 19:03 | 巴黎   | 09:32 | 395  |
| 343  |       | 昂热   |       | 52   |
| 395  | 22:20 | 南特   | 06:15 | 0    |

在开行初期，儒勒·凡尔纳号仅于平日运营。自1983年秋季开始，西行班次改在周一至周四运营，而周五的服务则被搭载两舱车厢等级的快速列车（Rapide）所取代。当欧城列车（EC）网络在1987年推出后，儒勒·凡尔纳号仍然维持全欧快车类别。但在仅仅两年后，当法国高速铁路大西洋线于1989年9月22日建成通车后，儒勒·凡尔纳号的服务即被新开行的法国高速列车（TGV）所取代而停运。

## 机车车辆
儒勒·凡尔纳号在开行初期通常使用法国国家铁路的CC 72000型柴油机车担当牵引任务，并在随后改用配备双电流制式的BB 22200型电力机车。这一更替发生在1983年秋季，在此之前，儒勒·凡尔纳号曾是最后一班图定使用柴油机车牵引的全欧快车班次。尽管连接布鲁塞尔至阿姆斯特丹的全欧快车班次在此后也会偶尔使用柴油机车担当，但均未非常态化运营。
在客车车厢方面，儒勒·凡尔纳号最初采用的是基于DEV Inox型车厢开发的米斯特拉尔69型车厢，其编组包括1节A4Dtux型守车、2节A8u型隔间座车、2节A8tu型开放座车、1节A3rtu型酒吧车和1节Vru型餐车。自1982年5月10日起，客车车厢又被更换为法国国家铁路的大型舒适型车厢，但其原有编组维持不变。这些车厢在外观上都分别采用醒目的红色、橙色、浅灰色及瓦灰色涂装。
此外，在儒勒·凡尔纳号9年的运营生涯中，其餐车的服务均由国际卧铺车公司（简称）提供。

## 脚註
1. 1 2 3  Nock 1983，第8頁.